# Idaea leucorrheuma
Idaea leucorrheuma là một loài bướm đêm trong họ Geometridae.